# Ralph Kendall
Ralph Kendall è un personaggio immaginario protagonista di una omonima serie a fumetti di genere western ideata nel 1964 dal disegnatore cileno Arturo Del Castillo e pubblicata in Argentina negli anni sessanta; la serie venne pubblicata anche in Italia sul Corriere dei Piccoli come "Sceriffo Kendall" e dall'Editrice Cenisio su varie testate anche col nome modificato in Randall.